# Destry Spielberg
Destry Allyn Spielberg (nascuda l'1 de desembre de 1996) és una directora i actriu de cinema nord-americana. És filla del director Steven Spielberg i de l'actriu Kate Capshaw.

## Vida
Spielberg va néixer a Los Angeles i és el fill biològic més jove de Steven Spielberg i la seva segona esposa, Kate Capshaw. Té ters germanes: Sasha Spielberg, Mikaela Spielberg i la mitja germana Jessica Capshaw, així com tres germans: Sawyer Spielberg, Theo Spielberg, i el mig germà Max Spielberg. Mentre seguia carrera en hípica, va patir un accident i va passar al cinema. Als 19 anys, era model per a DT Model Management. Està compromesa amb l'actor Genc Legrand.

## Carrera
Spielberg va interpretar papers menors a I Know This Much Is True i l'aclamada per la crítica Licorice Pizza i ha realitzat treballs d'ajudant de producció i accessoris a les pel·lícules del seu pare. Tenint un èxit limitat amb l'actuació, va produir, dirigir i protagonitzar el seu propi curtmetratge, Rosie, el 2019, que es va projectar al Festival Internacional de Cinema de Soho.
El 2022, va dirigir el curtmetratge Let Me Go (The Right Way), protagonitzat per Brian d'Arcy James, que es va estrenar al Festival de Cinema de Tribeca i va guanyar el millor thriller al City of Angels Women's Film Festival. El curt, protagonitzat pel fill de Sean Penn, Hopper Penn, i escrit pel fill de Stephen King, Owen King, va atreure les crítiques de Franklin Leonard i va provocar acusacions de nepotisme. Spielberg ho va negar, reconeixent els seus privilegis i citant les seves lluites, però més tard va eliminar el tuit. El curt va ser vist per Basil Iwanyk, que li va oferir la seva primera pel·lícula. El desembre de 2022, es va anunciar que dirigiria Four Assassins (And A Funeral) per a Thunder Road Films.
El 2024, va fer el seu debut com a directora de llargmetratge amb Please Don't Feed the Children, protagonitzada per Michelle Dockery.